# 日本産業協会
一般財団法人日本産業協会（にほんさんぎょうきょうかい）は、日本の一般財団法人。消費生活アドバイザー資格の試験および資格更新の研修を実施している。また、資格の付与、登録も本法人で取り扱う。
財団法人国産奨励会（1918年（大正7年）設立）、社団法人博覧会協会（1921年（大正10年）設立）を前身とする。第二次大戦後は活動停止状態にあったが、1980年（昭和55年）に事業認定を受け、一般財団法人として活動を再開した。
- 住所：〒101-0047　東京都千代田区内神田2-11-1　島田ビル3階

## 事業
消費生活アドバイザー試験、消費生活に関する基礎知識の修得を目的とした通信講座の開設（一部産業能率大学に委託）、特定商取引に関する法律（特定商取引法）関連の相談窓口の設置（消費者側・企業側とも）など。
また、2019年3月まで日本データ通信協会とともにスパムメール（いわゆる迷惑メール）の申告窓口の一つとなっていた。